# Moretta muta

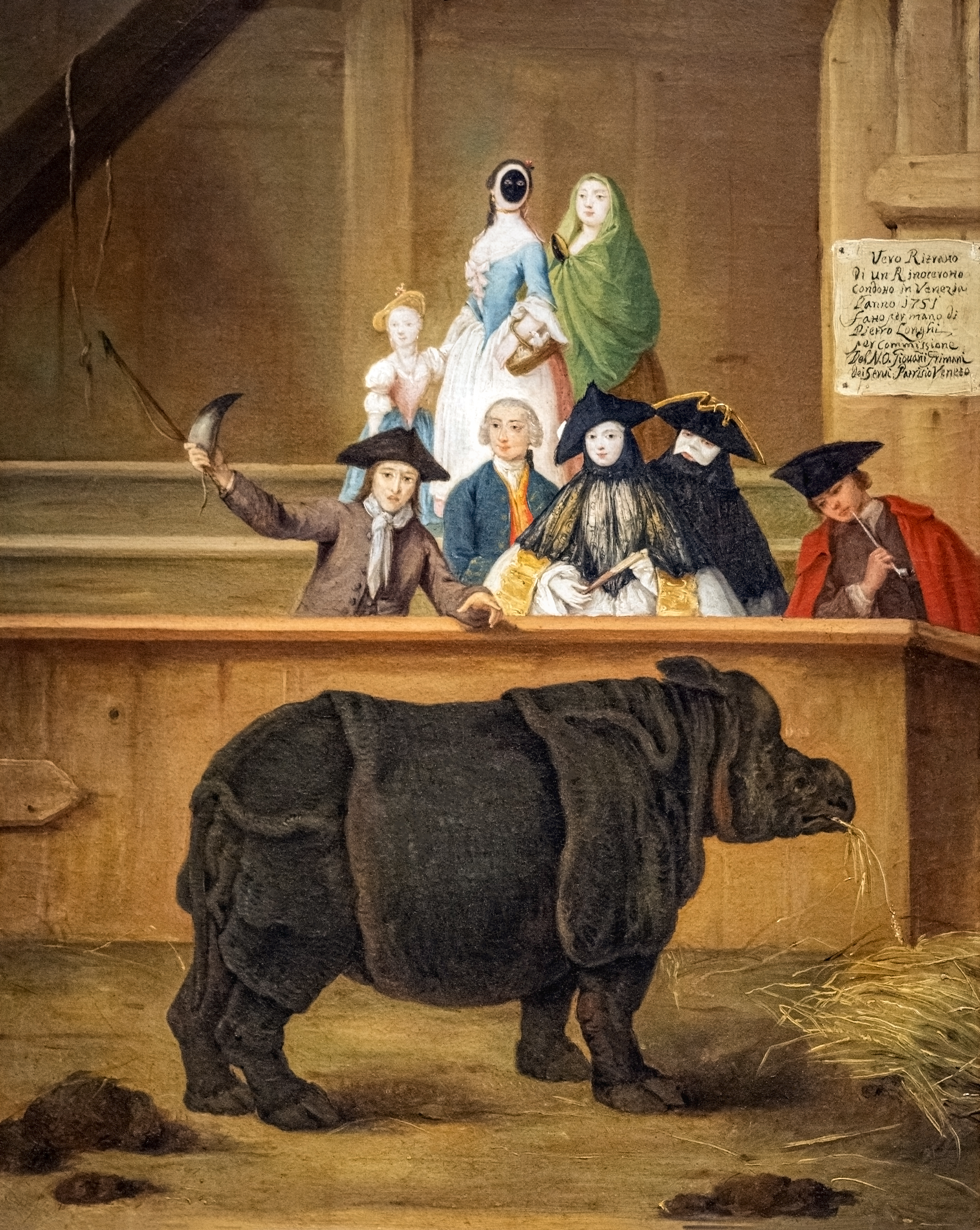
Eine Frau mit einer moretta muta, Pietro Longhi, Das Rhinozeros, Öl auf Leinwand, 1751, Ca’ Rezzonico

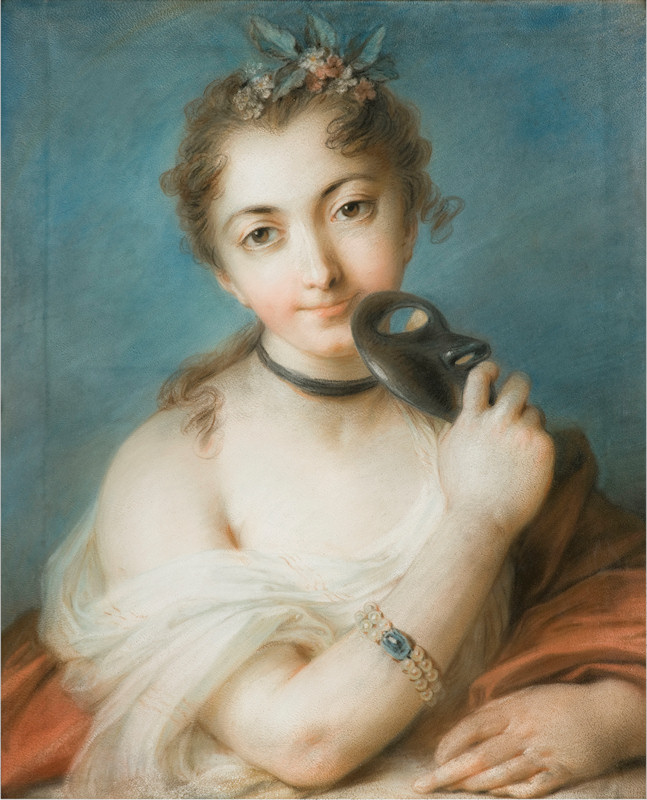
Rosalba Carriera: Detailansicht als Bestandteil eines Porträts

Als Moretta muta, auch Servetta muta, wurde im Venedig des 17. und der ersten Hälfte des 18. Jahrhunderts eine mit schwarzem Samt bezogene Maske für Frauen bezeichnet, die, im Gegensatz zu sonstigen Masken dieser Art, keinen Schlitz für den Mund vorsah. Stattdessen wurde die „schweigende Mohrin“ oder „Dienerin“, wie man sinngemäß übersetzen könnte, durch einen Knopf an der Innenseite der Maske gehalten, den die Trägerin zwischen den Zähnen hielt. Die Trägerin konnte somit nicht sprechen, ohne die ovale Maske zu verlieren (daher muta), jedoch ihre Identität verbergen. Moreta, wie sie im Venezianischen hieß, lässt sich allerdings auch mit „die kleine Schwarze“ (Maske) übersetzen.
Diese Form geht auf den französischen Visard des 15. Jahrhunderts zurück, eine Maske, die adlige französische Frauen vor Sonnenbrand schützen sollte, die aber, im Gegensatz zur Moretta, das Gesicht vollständig verdeckte. Nach etwa 1760 kam diese Art der Maskierung aus der Mode.